# ルブリン合同

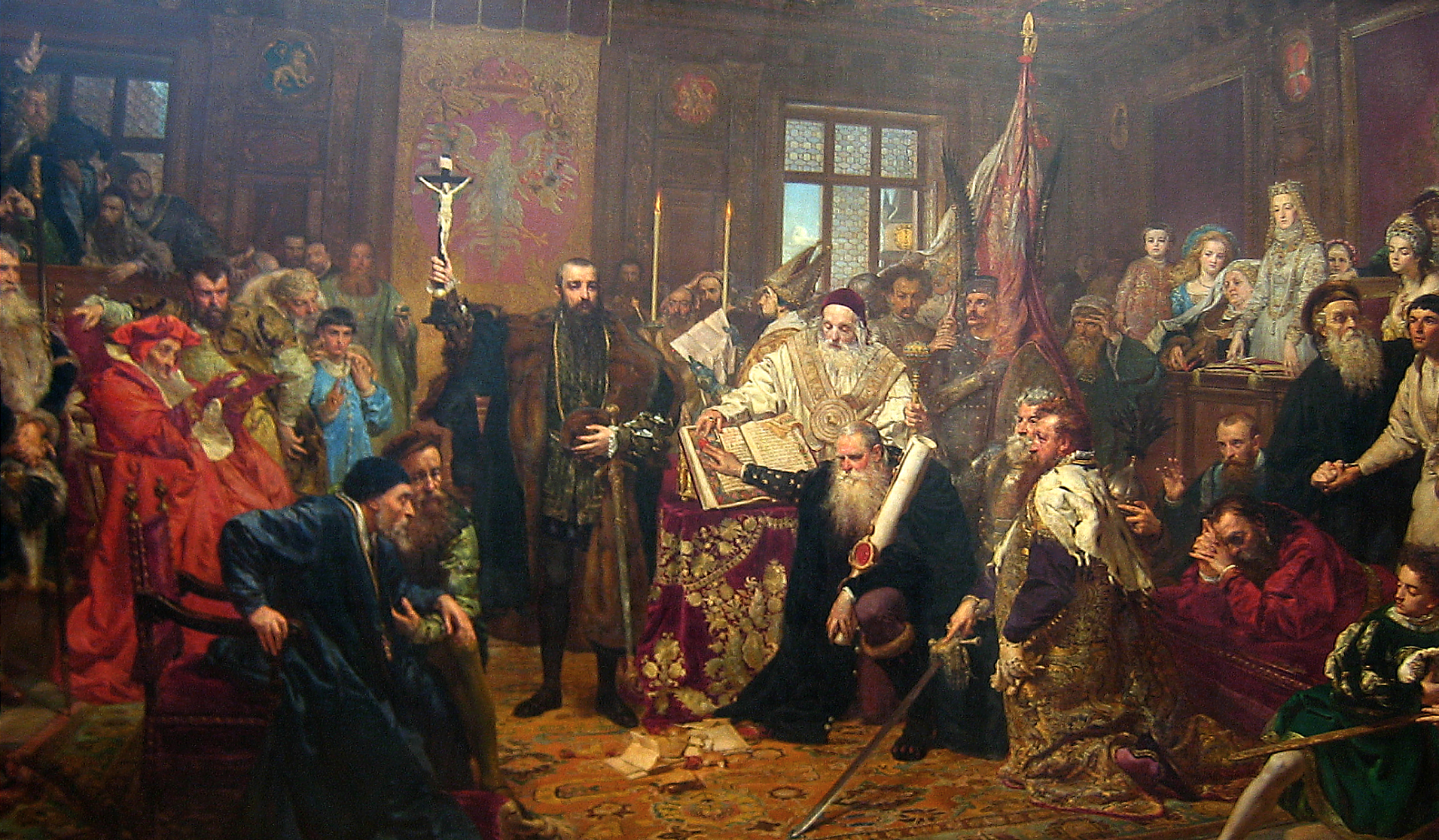
ヤン・マテイコの手になる『ルブリン合同』。合同300周年にあたる1869年に完成した。中央で十字架を掲げているのは国王ジグムント2世アウグスト、その横で調印文書を抱え右手を聖書に置いて跪く黒服の人物は合同推進派のヤクプ・ウハンスキ、その後ろに立つ白い服の人物がマルチン・ズボロフスキ、ウハンスキの隣でサーベルを握って跪く赤毛の人物はミコワイ・ラジヴィウ・ルディ公爵、左の方で緋色の僧服を纏って椅子に座る聖職者はスタニスワフ・ホジュシュ枢機卿、画面右端で農民の手を引いている白髭の人物は政治思想家アンジェイ・フリチュ・モジェフスキ。ここでやや場違いに登場している農民は、未来のポーランドを象徴している。

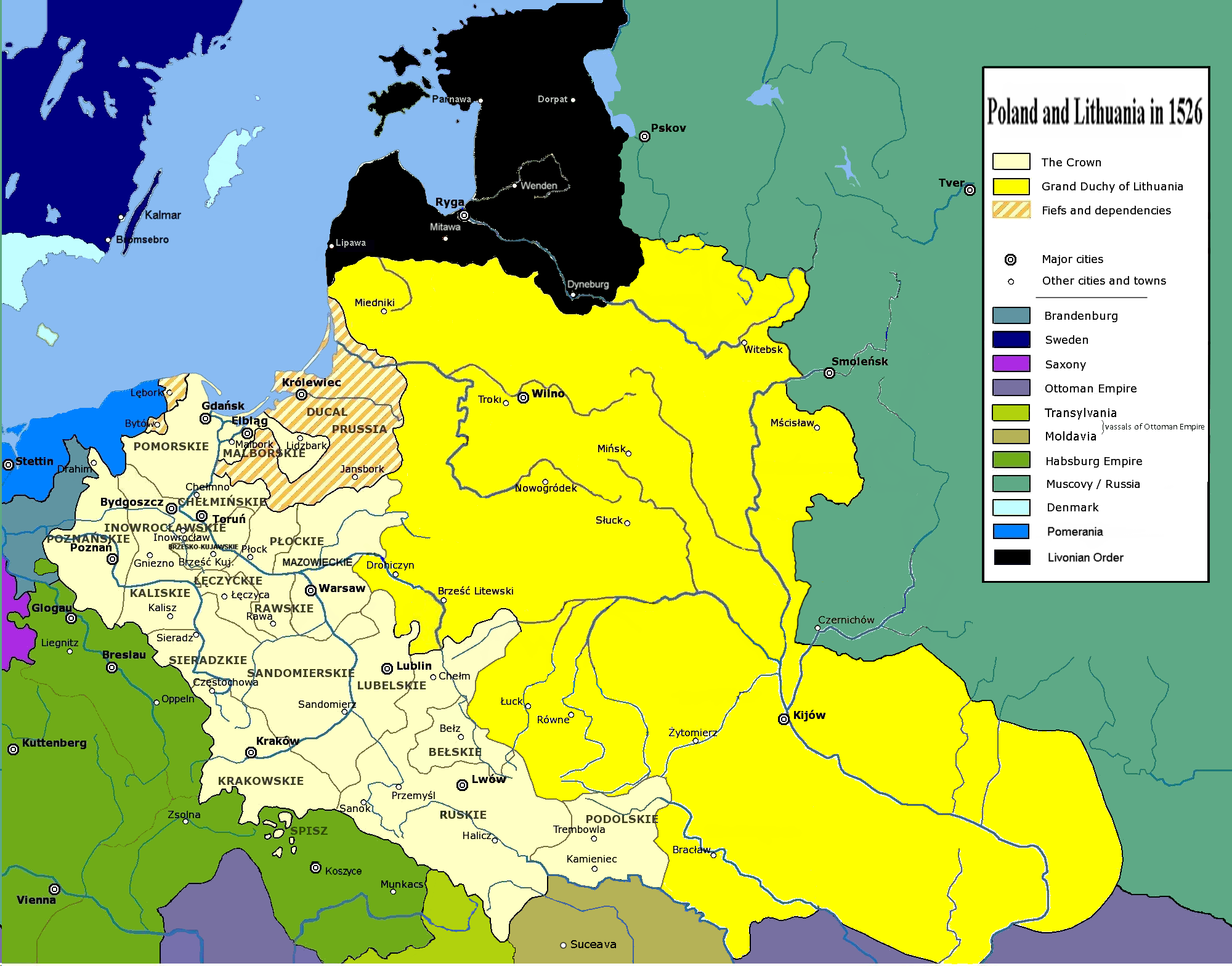
ルブリン合同以前のポーランド王国(ベージュ)とリトアニア大公国(黄)(1526年)

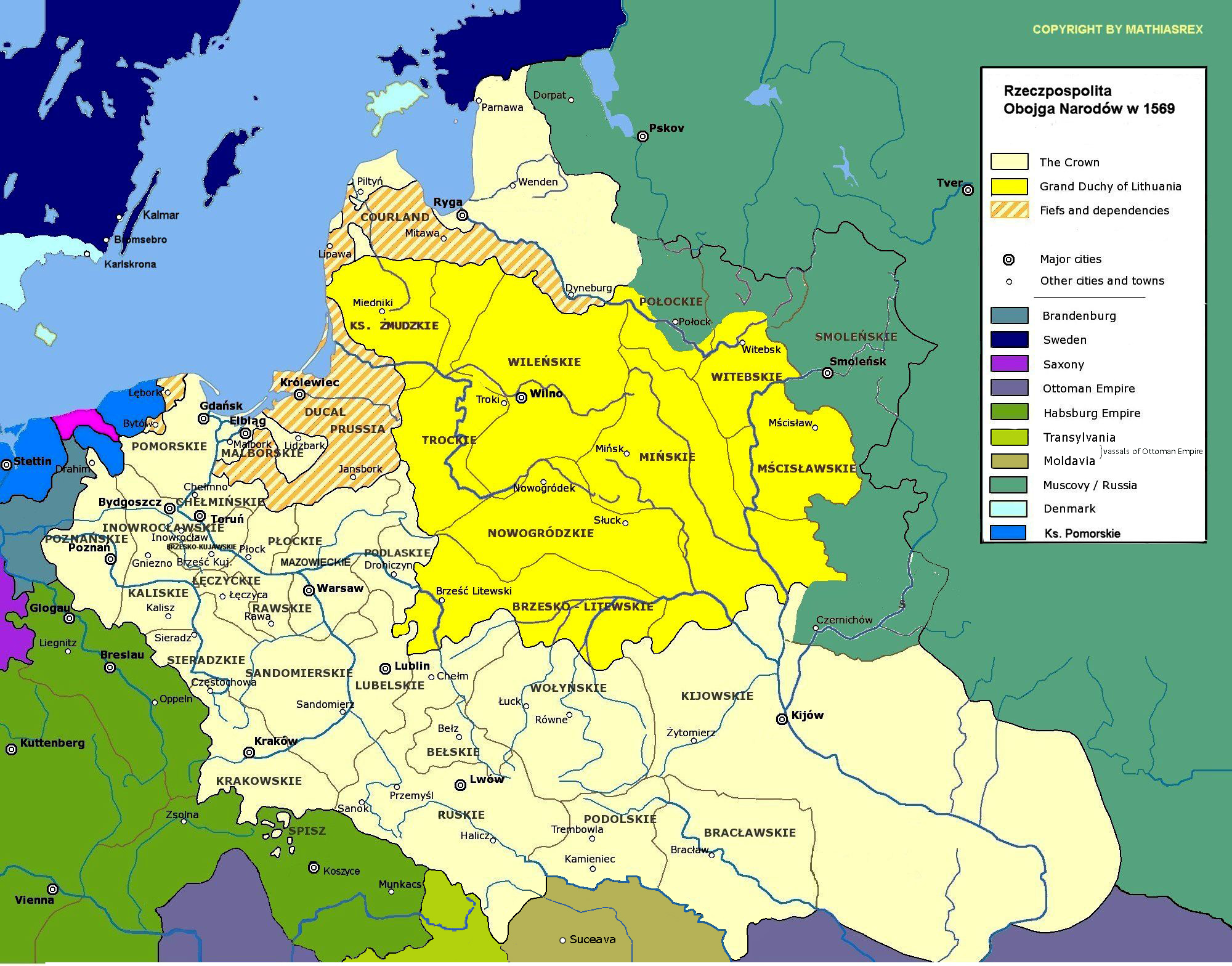
1569年のポーランド・リトアニア共和国(リトアニア大公国（黄）とポーランド王国（ベージュ）の領域)

ルブリン合同（ルブリンごうどう）、もしくはルブリン連合（ルブリンれんごう、リトアニア語: Liublino unija; ポーランド語: Unia lubelska）は、1569年7月1日に成立した制度的同君連合である。これにより、ポーランド王国とリトアニア大公国はポーランド・リトアニア共和国に統合された。
実質的には、ポーランドによるリトアニアの併合であり、ポーランド・リトアニア共和国は、選挙された一人の君主（ポーランド王・リトアニア大公）・元老院・合同議会（Sejm）によって統治されることとなった。これは、リトアニア大公国がモスクワ・ロシアとの戦争（リヴォニア戦争を参照）によって危険な状態にあったことが原因だった。
ルブリン合同に対する見方は歴史家によって異なる。ポーランドの歴史家は平和的・自発的な手続きや、制度的な信教の自由、多民族による多文化主義、多くの政治参加者による議会制民主主義などといった（当時の）ポーランドの自由主義とコスモポリタニズムの文化とその理念が広まったこと、など正の側面を強調する。リトアニアの歴史家は、より民族主義的・国粋主義的な立場を採り、リトアニア貴族とポーランド貴族の参政権は平等であったにもかかわらず、リトアニア大公国において文化のポーランド化が進んだことから、ポーランドによる支配であると主張する。また、連合国の農民は、その他の地域（リトアニアの敵国モスクワ・ロシアなど）よりも自由を手にすることになったと指摘する歴史家もいる。実際に、一部の農民はモスクワ・ロシアから逃げて来ている。

## 歴史

### 背景
法的見地からすると、合同によってリトアニアのマグナート（大貴族）は、地位の低い多数のポーランド貴族と同格となってしまうため、条約が調印されるまで長い論争があった。しかし、リトアニアはモスクワ大公国との戦争（Muscovite-Lithuanian Wars）で徐々に形勢が悪化しており、16世紀後半からのリヴォニア戦争でモスクワ・ロシアに完敗することで、モスクワ側に合併される事態を恐れていた。一方、ポーランドの貴族（シュラフタ）は、見返りなしにリトアニアに援軍を派遣することを渋っていた。そのような中、ジグムント2世アウグストは、リトアニアへの脅威を鑑みて連邦化を強く求め、徐々に支持者を増やして行った。

### 1567年の議会（セイム）
1567年1月、ポーランドのルブリンで議会（セイム、Sejm）が開かれたが、合意には至らなかった。合同締結へのポーランド人の強い圧力に抗議して、ヴィリニュス県知事ミコワイ・ラジヴィウ・ルディに率いられたリトアニア人はルブリンを3月1日に離れた。彼らは、ジグムント2世アウグストが決断することを恐れていた。
3月26日にジグムント2世は、リトアニア人が支配する南部の土地であるポドラシェ（Podlachia）、ヴォルィーニ、ポジーリャ、キエフ地方をポーランドに割譲するようにシュラフタから強要された。これらのルーシの歴史的な土地は、現在のウクライナ領土の半分以上を構成しており、当時上流階級を主にルーシ系（ウクライナ人とベラルーシ人）が占めていたリトアニアにとって重要な土地だった。この時、ポーランド王に忠誠を誓うことを拒否したルーシ系リトアニア貴族は領土を剥奪された。しかしこれは、ポーランドがルーシ系リトアニア貴族を迫害したのではなく、ポーランドとリトアニアの完全な合同により地方分権から中央集権への転換を望むポーランド・リトアニア両方の貴族の大多数による決定であった。
ルブリンを離れたルーシ系リトアニア貴族はヤン・カロル・ホトキェヴィチ（Jan Karol Chodkiewicz）の父ヤン・ホトキェヴィチ（Jan Chodkiewicz）に率いられて帰還し、ミコワイ・ラジヴィウ・ルディとは若干異なる戦略で交渉を継続した。セイムの議員は、リトアニアのポーランドへの完全な併合による中央集権化とそれによる国家財政の強化を望んでいたが、ルーシ系リトアニア人は反対し続け、連邦国家の形を取ることで合意した。1569年6月28日、最終的に交渉はまとまり、7月4日にルブリン城で王によりこの法令への調印が行われた。

## 影響・余波

### 軍事
この合同の後、ポーランドはリトアニアに対して軍事支援を行ったが、以前に併合した地域を返還することはなかった。この地域の土着の貴族であるルーシ系リトアニア貴族はポドラシェ、ヴォルイニア、ポドリア、キエフ地方のポーランドへの併合を承認せざるを得なかった。

### 政治
ルブリン合同はジグムント2世の偉業であるが、大いなる失敗でもある。この合同によって、ポーランド・リトアニア共和国は当時のヨーロッパで最大規模の国家となり、以後200年以上この繁栄は続いたが、ジグムント2世は実行可能な政治体制への変革を成し遂げることに失敗した。ジグムントは国家を下流貴族の支持で強化し、下流貴族とマグナートの力のバランスを取ることを望んでいた。しかし連合国家の全ての貴族は、法の観点から理論的には等しい地位にあるにもかかわらず、マグナートの政治力が著しく衰えることはなく、結局賄賂などで腐敗していくこととなった。その結果として、周囲の国家が強い中央集権的な絶対王政に発展しているのに対し、王の権力（王権）は徐々に衰えていき、連合国家の "黄金の自由"（貴族民主主義とも）体制は政治的混乱状態へと陥っていくこととなった。
ルブリン合同では、2つの国家は合併はしたものの、それぞれかなりの程度の自治権と、個別の軍隊、国庫、法律、政権を維持していた。リトアニアとポーランドは理論的には等しい立場だったが、より大きく、文化的にも魅力的なポーランド側の力が支配的となっていった。また人口の差によって、議会におけるポーランドとリトアニアの代議士の比率は3:1と、ポーランドが上回っていた。
ルブリン合同の立案者たちは、リトアニアとポーランドが実際よりも密接に結び付くことを期待していたが、1566年の第2リトアニア法典が効力を失っておらず、その条項の一部はルブリン合同法と実質的に異っていた。最終的には、1588年に第3リトアニア法典が成立したが、これも多くの点においてルブリン合同と相反していた。
したがってポーランド貴族は、ルブリン合同の調印時に「合同法はいかなる法にも抵触することはない」とされたことを理由に、リトアニア法典を違憲であると見做した。しかし、リトアニア法典の下でルブリン合同法は宣言された。リトアニア法典は、ルブリン合同の直前にポーランドに併合されたリトアニアの地域でも使われた。これらの法体系の不一致は長年続いた。
リトアニア人のマグナート（特にサピェハ家）の権力を制限し、連邦の法を統一する試みは、結果としてkoekwacja法運動に至った。これは、1697年（5、6月）の戴冠議会（sejm elekcyjny）でのkoekwacja改正で最高潮に達し、1698年4月の議会（セイム）で文書（ Porządek sądzenia spraw w Trybunale Wielkiego Księstwa Litewskego.）で承認された。

### 文化
ポーランドとの合邦後、リトアニア貴族はポーランド人と同様に、リトアニア領土を統治する正式な権利を有していた。しかし、カトリックが支配的な連邦における政治的昇進は別の問題だった。
文化や社会生活においては、ポーランド語およびカトリック教会はルーシ貴族の間で支配的となった（以前はルーシ貴族の大部分はルーシ語話者であり、宗教的には正教会に属していた）。しかし平民、特に農民は自らの言語および信仰を保持し続け、このことが連邦のリトアニアとルーシ地域において、下流階級の人々と貴族の間に著しい亀裂を生じさせることとなった。一部のルーシ貴族には、正教会への信仰を断固として堅持し、ルーシ正教会やルーシ学派に寛大にふるまうなどして、ポーランド化に対して抵抗する者もあった。しかし、その後の世代にとってはポーランド化の圧力へ抵抗する動機が薄くなり、最終的にはほとんど全てのルーシ貴族が自らポーランド化していった。

### 意義

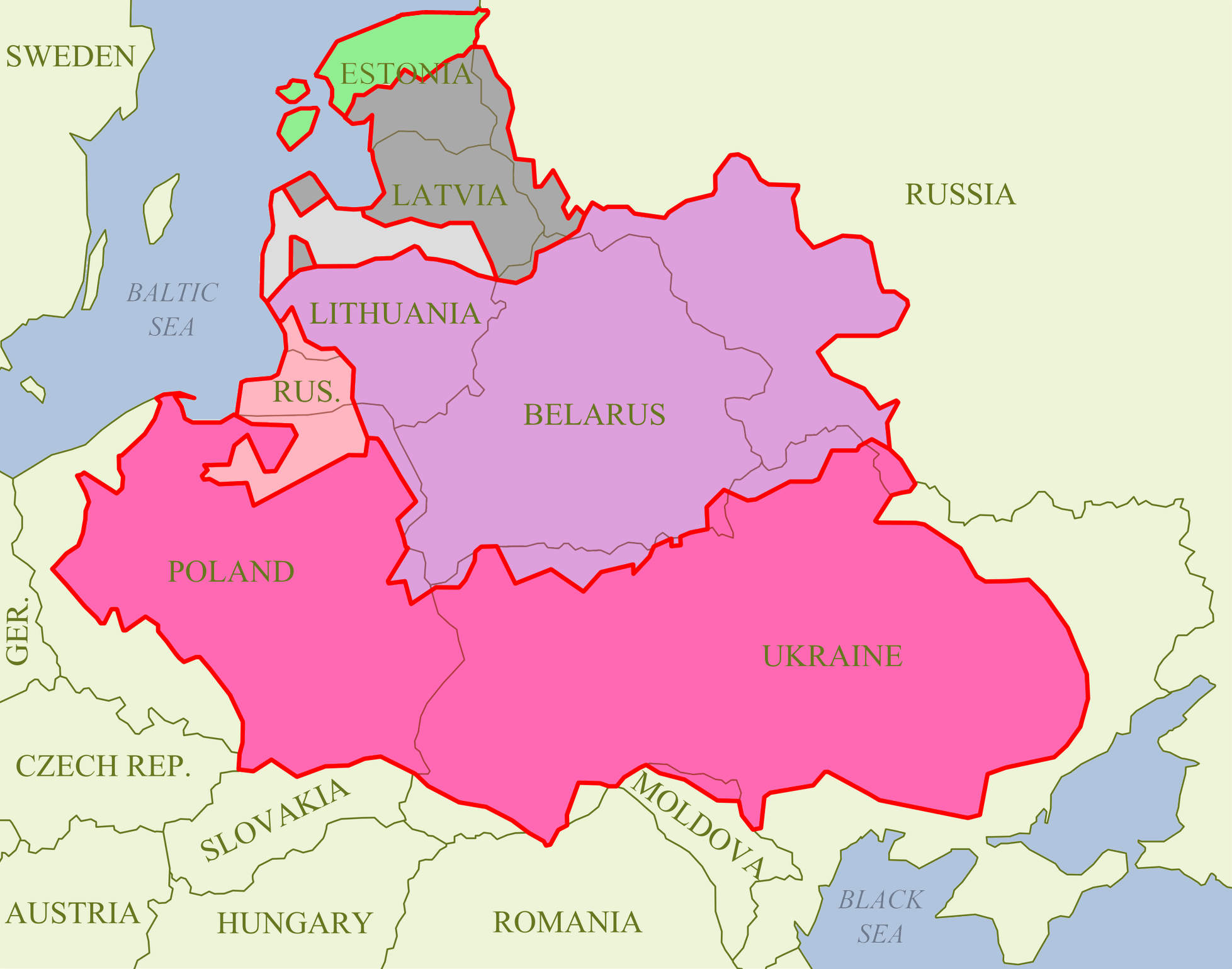
ルブリン合同によって成立したポーランド・リトアニア共和国（ジェチュポスポリタRzeczpospolita）。オリーブ色の活字および境界線は現在の国名および国境線。
ポーランド王国（濃いピンク）
リトアニア（薄紫）
プロシア公領（肌色）
リヴォニア（グレー）
エストニア（黄緑）

ルブリン合同は、スタニスワフ・アウグスト・ポニャトフスキ王が起草した5月3日憲法に取って代わられ、1791年から連邦国家だったポーランド・リトアニア共和国は立憲君主制にもとづく議会制民主主義による単一国家となった。しかしこの超近代的憲法は、民主主義による強大化を目指すポーランドをフランス革命と同様に自国への脅威と感じた周辺国の武力介入（ポーランド分割）により完全に施行されなかった。
その後、コサックや隣国の介入の末、1795年にロシア帝国、ブランデンブルク＝プロイセン、ハプスブルク帝国によってポーランド・リトアニア共和国は分割された（ポーランド分割）。1655年、ラジヴィウ家が連合体制の崩壊を目論んでスウェーデンとリトアニア大公国の合同を決めたケダイネイ条約が効力を有している間、ルブリン合同も一時的に無効となった。
ルブリン合同は、ポーランド王国（王領プロイセン、プロシア公領、ポーランド領ウクライナも含む）、リトアニア大公国（リトアニア領ウクライナ・ベラルーシを含む）、リヴォニア（クールラントとエストニアを含む）から構成されるヨーロッパの歴史上最大の国家を生み出した（ロシア帝国やローマ帝国は除く）。歴史家はゆるやかな人的同君連合であったポーランド・リトアニア合同から発展してついに近代的、制度的同君連合となったポーランド・リトアニア共和国を、現在の欧州連合（EU）と同様の国家形態と考えており、ゆえにルブリン合同を、イギリス諸島の連合法、その他の同種の条約と同様に、マーストリヒト条約のある種の前身（しかも最初の）と見做している。しかし、ルブリン連合は中央集権化を目指して現在の欧州連合よりもより深く結び付いた国家形態だった。